# 仁恩雅
仁恩雅（韓語：인은아，1971年—），韓國電視劇編劇。

## 作品列表

### 電視劇
- 2006年：MBC《宮》
- 2008年：KBS《戀愛結婚》
- 2010年：MBC《魂》
- 2010年：KBS《瑪莉外宿中》

### 電影
- 1999年：《愛的肢解》
- 2007年：《野蠻老師2》

## 外部連結
- NAVER （页面存档备份，存于）